# Libeň (Libeř)
Libeň u Libeře je vesnice v okrese Praha-západ, je součástí obce Libeř. Nachází se asi 2 km na severozápad od Libeře. Protéká zde Libeňský potok. Je zde evidováno 215 adres. Vesnice leží na celém území katastrálního území Libeň u Libeře.

## Historie
První písemná zmínka o vesnici pochází z roku 1282.

## Další fotografie

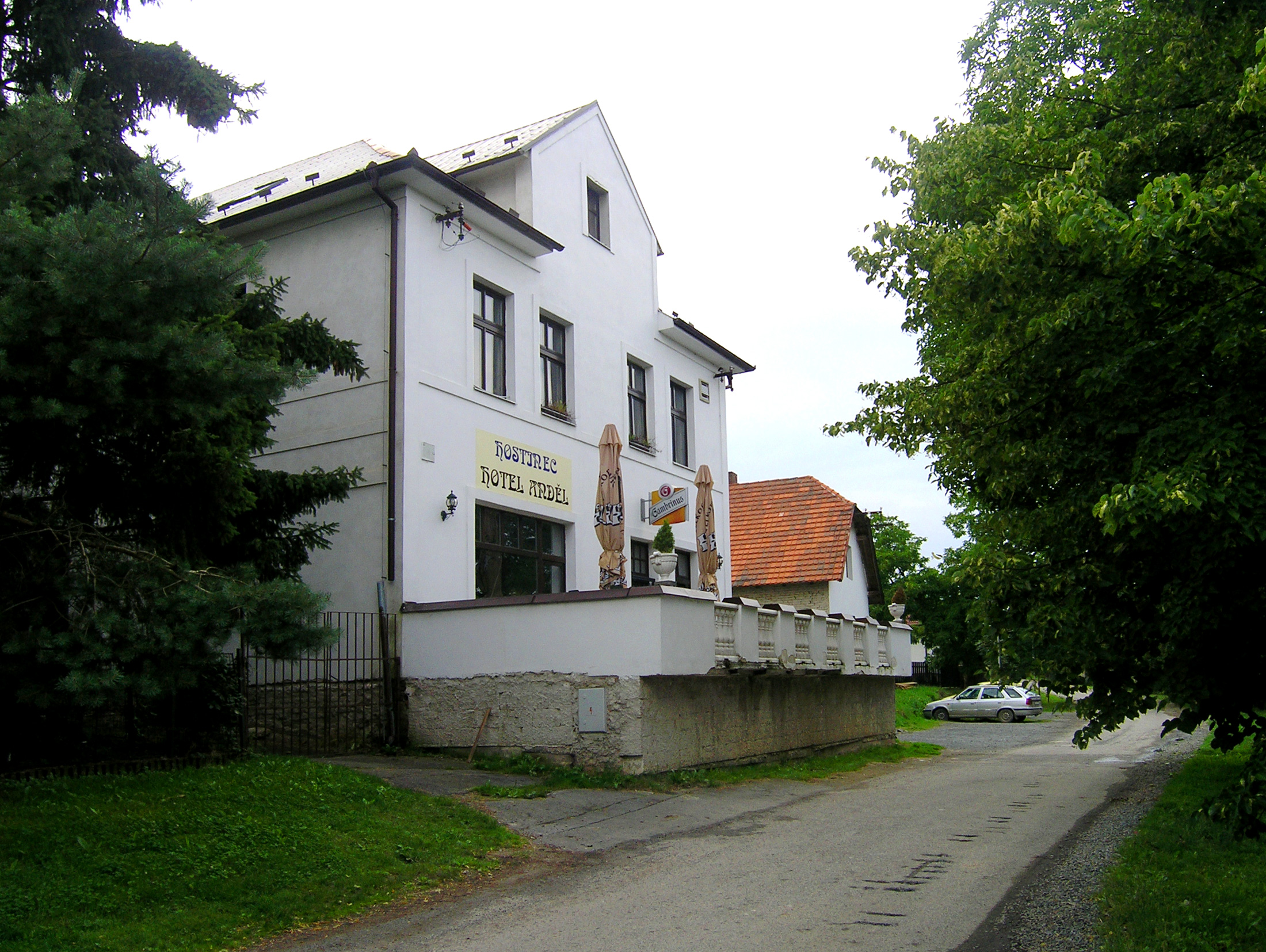
Hostinec
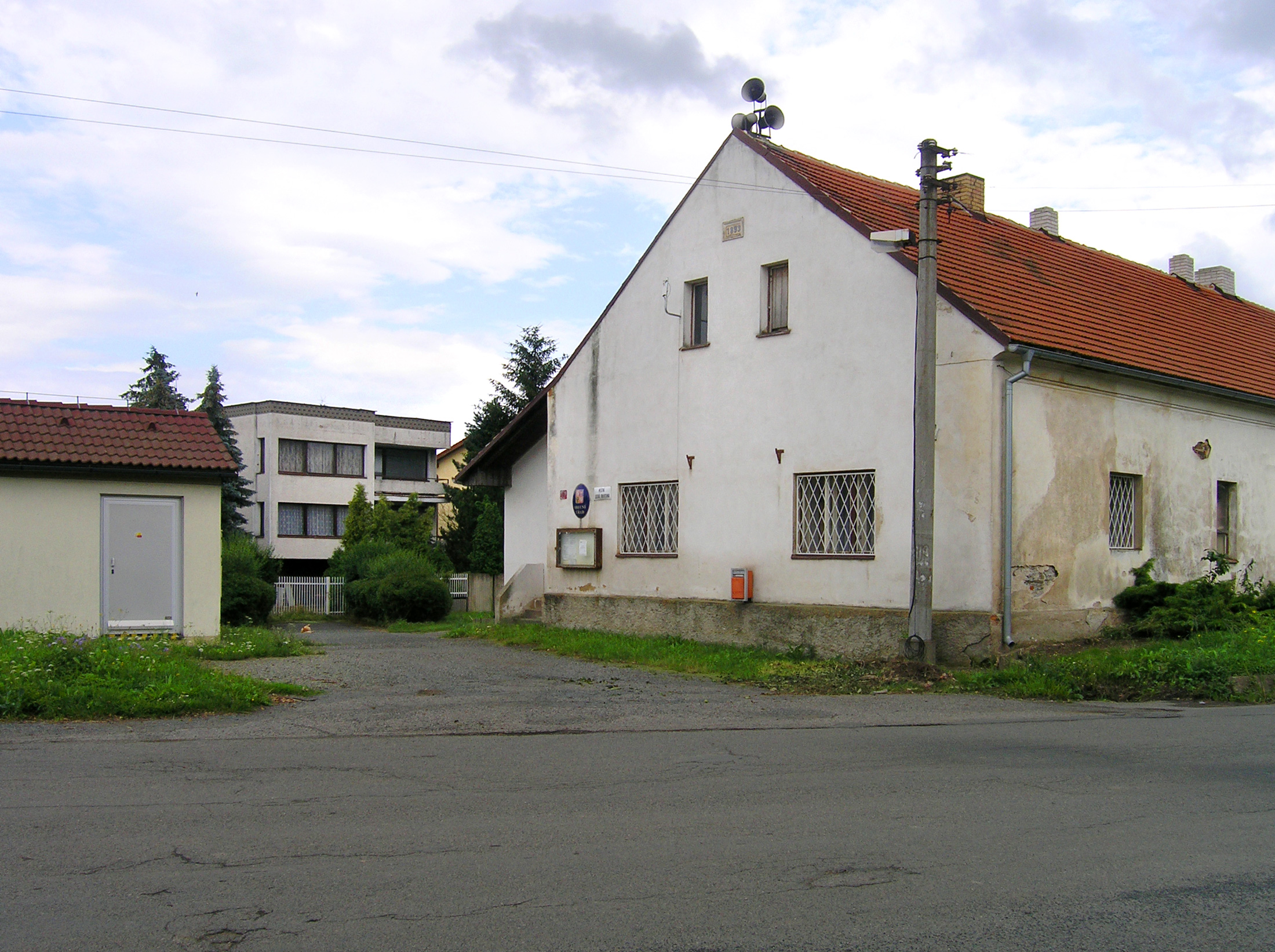
Obecní úřad
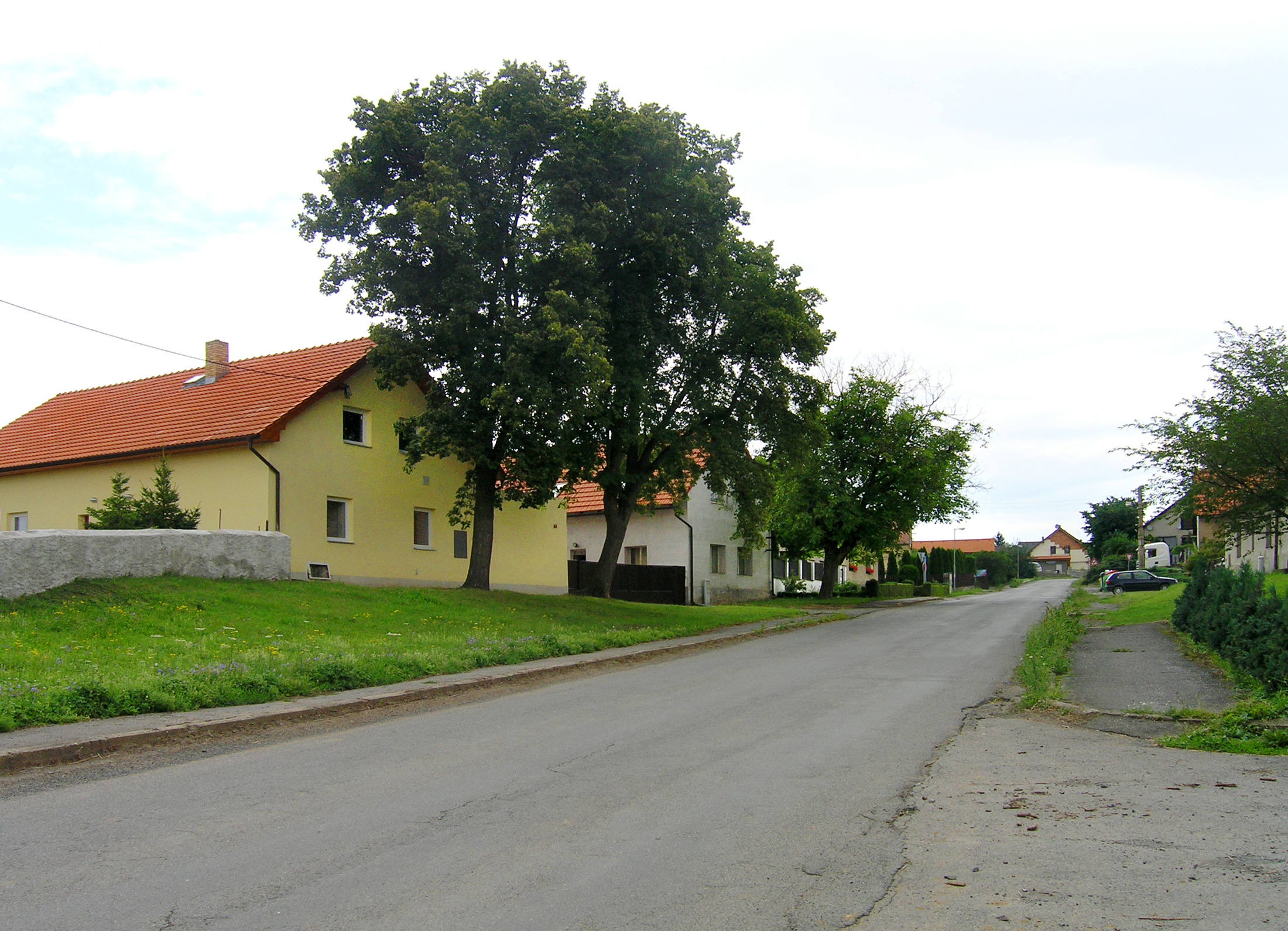
Silnice od návsi
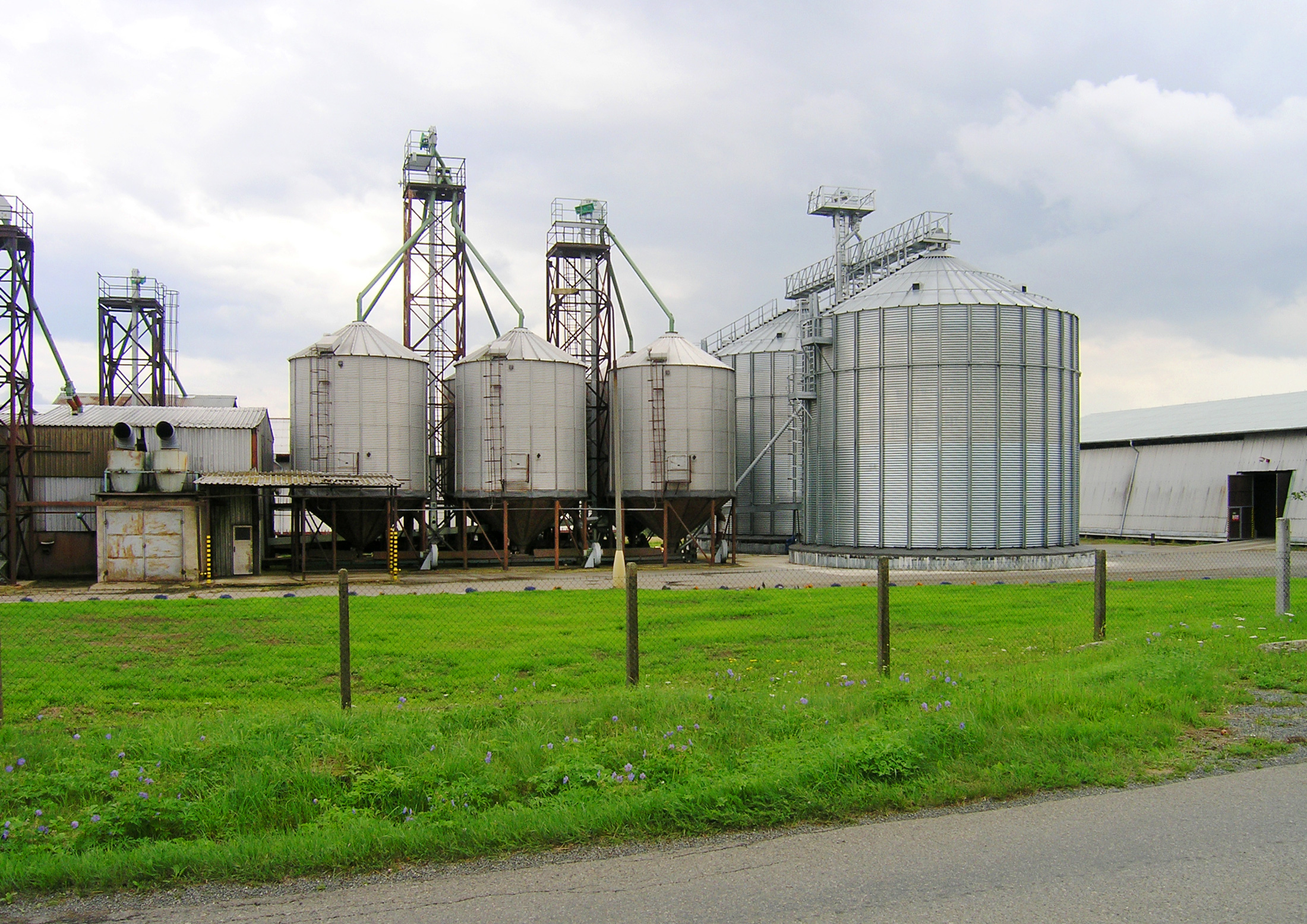
Posklizňová linka